# 365년 크레타 지진
365년 크레타 지진은 365년 7월 21일 동부 지중해에서 해뜰녘 발생한 해저 지진으로, 진앙은 크레타 근처로 추정된다. 오늘날 지질학자는 이 해저 지진이 모멘트 규모 M8.5 이상이었다고 추정한다. 이 지진은 중부 및 남부 마케도니아 교구(현대 그리스), 아프리카 속주(북부 리비아), 아이깁투스, 키프로스, 시칠리아 속주, 히스파니아 (스페인)에 광범위한 파괴를 일으켰다. 크레타에서는 거의 모든 도시가 파괴되었다.
이 지진 이후 지진해일이 발생하여 지중해 남부와 동부 해안, 특히 리비아, 알렉산드리아, 나일강 삼각주를 황폐화시켰고, 수천 명의 사망자를 내고 배를 내륙으로 3 km 안쪽까지 밀어냈다. 이 지진은 고대 말기 사람들에게 깊은 인상을 남겼고, 당시의 많은 작가들이 이 사건을 자신들의 작품에서 언급했다.

## 지질학적 증거

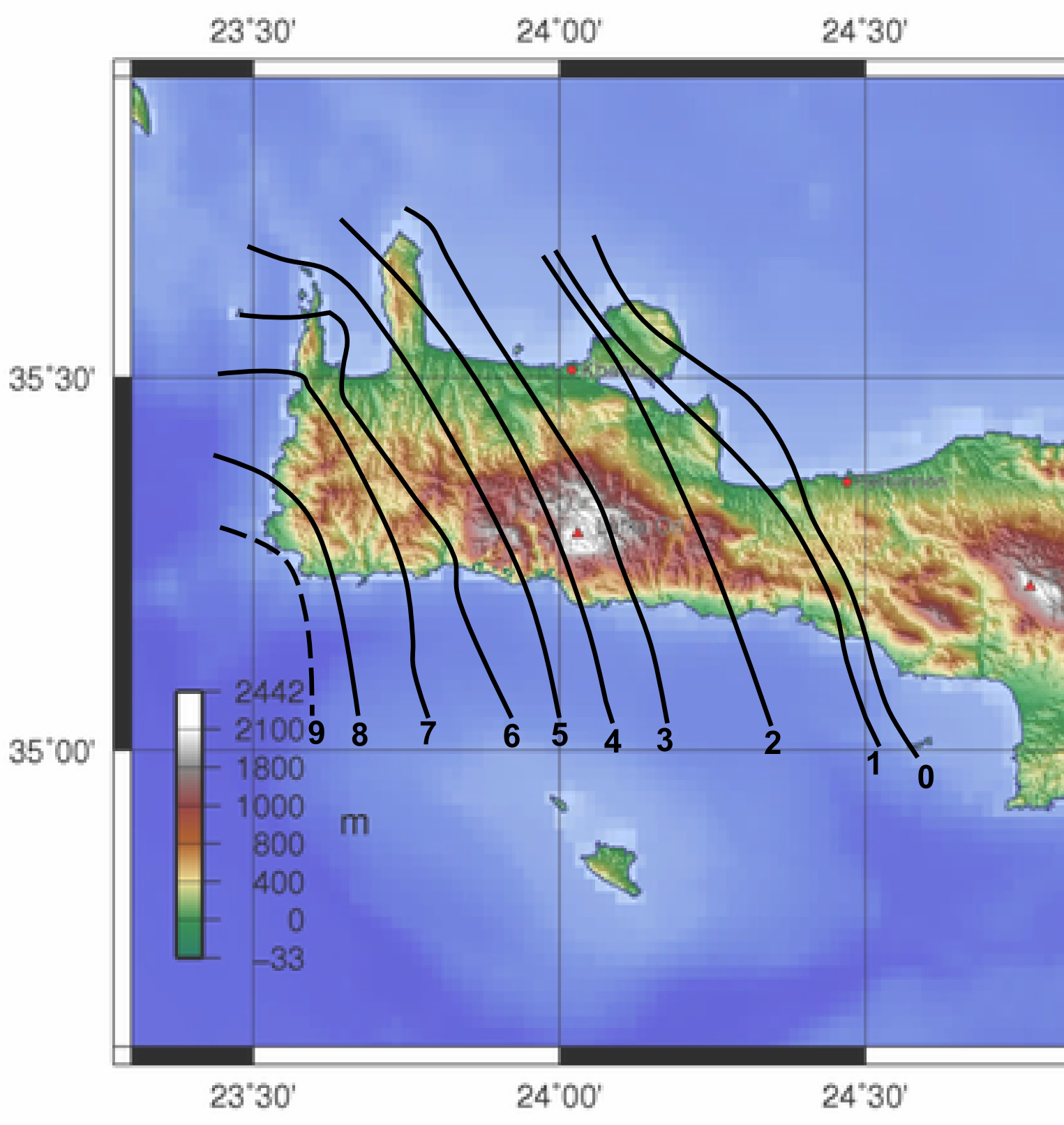
1978년 이후 서부 크레타의 365년 지진과 관련된 융기 등고선 (미터)

최근(2001년) 지질학 연구에 따르면 365년 크레타 지진은 4세기부터 6세기 사이에 동부 지중해에서 발생한 주요 지진 활동의 집중에 연관되어 있으며, 이는 이 지역의 모든 주요 지각판 경계의 재활성화를 반영했을 수 있다고 본다. 이 지진은 크레타섬을 9 m 융기시킨 원인으로 생각되며, 이는 1×1022 N·m (7.4×1021 lbf·ft)의 지진 모멘트 또는 모멘트 규모 M8.6에 해당하는 것으로 추정된다. 이 정도 규모의 지진은 이 지역에 영향을 미친 것으로 알려진 모든 현대 지진을 능가한다.
탄소 연대 측정에 따르면 크레타 해안의 산호초가 한 번의 거대한 밀어붙임으로 10 m 융기하여 물 밖으로 드러났다고 한다. 이는 365년의 쓰나미가 크레타 근처 헬레닉 해구의 가파른 단층에서 발생한 지진으로 생성되었음을 나타낸다. 과학자는 이러한 큰 융기가 5,000년에 한 번만 발생할 가능성이 높다고 추정한다. 그러나 단층의 다른 부분도 비슷한 규모로 미끄러질 수 있으며, 이는 800년마다 한 번 정도 발생할 수 있다. "인접한 부분 중 하나가 미래에 미끄러질지"는 불확실하다.
지중해 일부 지역에서는 퇴적물 양이 극적으로 증가한 반면, 다른 지역에서는 해안 퇴적물이 심해로 이동했다.

## 문학적 증거

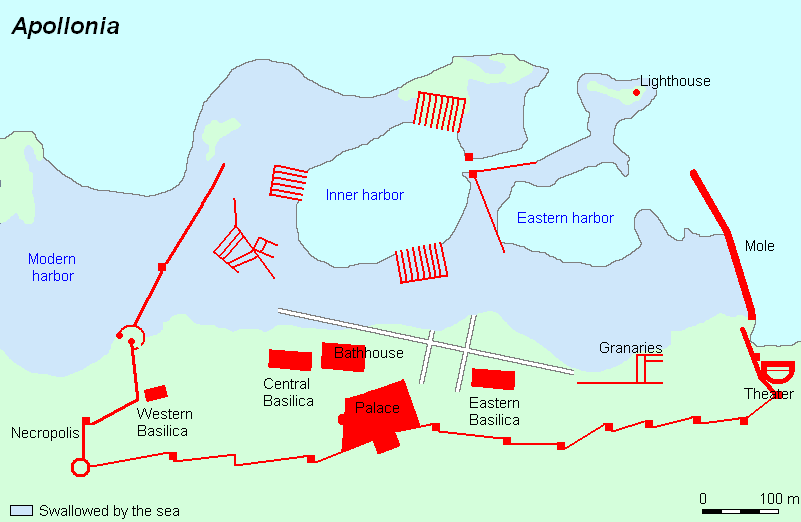
현대 리비아의 아폴로니아의 많은 부분이 물에 잠겼다.

역사가들은 고대 문헌이 365년의 단일한 재난적 지진을 언급하는 것인지, 아니면 350년에서 450년 사이에 발생한 여러 지진이 역사가 흘러가면서 섞인 것인지를 계속 논쟁하고 있다. 남아 있는 문학적 증거의 해석은 후기 고대 작가들이 자연재해를 정치적, 종교적 사건에 대한 신성한 반응이나 경고로 묘사하는 경향 때문에 복잡하다. 특히, 당시 부상하는 기독교와 이교 사이의 맹렬한 적대감은 동시대 작가로 하여금 증거를 왜곡하게 만들었다. 그리하여 소피스트 리바니우스와 교회사학자 소조멘은 365년의 대지진을 다른 작은 지진과 혼동하여 2년 전에 이교를 복원하려고 시도했던 율리아누스 황제의 죽음에 대한 신의 슬픔이나 분노로 자신의 관점에 따라 제시한 것으로 보인다.
그러나 전반적으로, 역사 기록이 부족한 시기에 지진에 대한 비교적 많은 언급은 지진 활동이 증가한 시기였다는 주장을 강화한다. 예를 들어, 키프로스의 쿠리온은 80년 동안 다섯 번의 강력한 지진으로 인해 영구적으로 파괴된 것으로 알려져 있다.

## 고고학
365년 지진의 특히 파괴적인 영향에 대한 고고학적 증거는 365년경 동부 및 남부 지중해의 대부분의 후기 고대 도시 및 시가지의 파괴를 문서화한 발굴 조사를 통해 제공된다.

## 지진해일

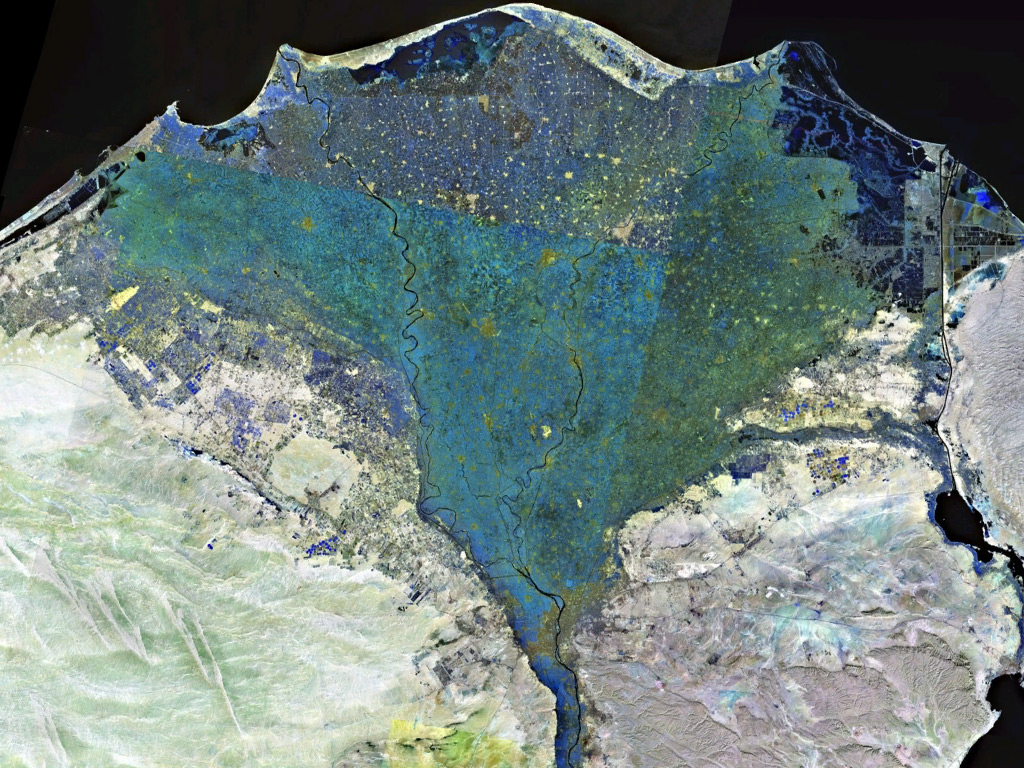
나일강 삼각주

고대 로마 역사가 암미아누스 마르켈리누스는 365년 7월 21일 새벽 알렉산드리아와 다른 지역을 강타한 지진해일을 상세히 묘사했다. 특히 지진해일의 세 가지 주요 단계, 즉 초기 지진, 갑작스러운 바다의 후퇴, 그리고 이어진 거대한 파도가 내륙으로 밀려오는 현상을 명확하게 구별한다는 점에서 주목할 만하다.
날이 밝자마자, 격렬하게 흔들리는 번개가 연달아 치는 가운데 온 땅의 견고함이 흔들리고 떨렸고 바다는 밀려나가 파도가 뒤로 물러나 사라졌으며, 깊은 심연이 드러나고 다양한 형태의 바다 생물들이 진흙 속에 박혀 있는 것이 보였다. 창조 자체가 거대한 소용돌이 아래로 밀어넣었던 그 넓은 계곡과 산의 황무지가 그 순간, 믿겨지는 바에 따르면, 태양의 광선을 올려다보았다. 많은 배들이 마치 마른 땅에 있는 것처럼 좌초되었고 사람들은 물의 보잘것없는 잔해를 따라 마음대로 돌아다니며 손으로 물고기 등을 잡았다. 그러자 바다는 마치 자신의 후퇴에 모욕을 당한 듯 포효하며 다시 솟아올랐고, 수많은 떼를 가로질러 섬과 광활한 본토 지역에 격렬하게 부딪히며 도시나 발견되는 곳마다 수많은 건물을 짓밟았다. 그리하여 격렬한 원소의 충돌 속에서, 지표면은 경이로운 광경을 드러내며 변모했다. 예상치 못하게 되돌아온 거대한 물결은 수천 명을 익사시켰고, 밀물이 최고조에 달하여 다시 밀려들 때 물의 요소의 분노가 가라앉은 후에도 일부 배는 침몰한 채로 보였으며, 난파로 죽은 사람들의 시신이 얼굴을 위로 또는 아래로 한 채 놓여 있었다. 다른 거대한 배는 미친 듯한 돌풍에 의해 밀려나 알렉산드리아에서처럼 집 지붕 위에 위태롭게 놓여 있었고, 또 다른 배는 해안에서 거의 (5 km) 떨어진 곳으로 날아갔는데, 이는 내가 지나가다가 본 메토니 마을 근처의 라코니아 선박처럼 오랫동안 부패하여 벌어져 있었다.

365년 지진해일은 너무나 파괴적이어서 재앙의 기념일은 6세기 말까지 알렉산드리아에서 매년 "공포의 날"로 기념되었다.
《성 히라리온의 생애》라는 성인전에 따르면, 히라리온 성인은 아드리아해의 에피다우로스 마을을 십자가 표시를 하며 지진해일의 파도로부터 구했다고 한다. 이는 지진해일이 아드리아해에도 영향을 미쳤다는 증거로 종종 비판 없이 받아들여졌지만, 이에 대한 증거는 거의 없다.

## 갤러리
고대 유적에서 보이는 지진의 영향 사진.

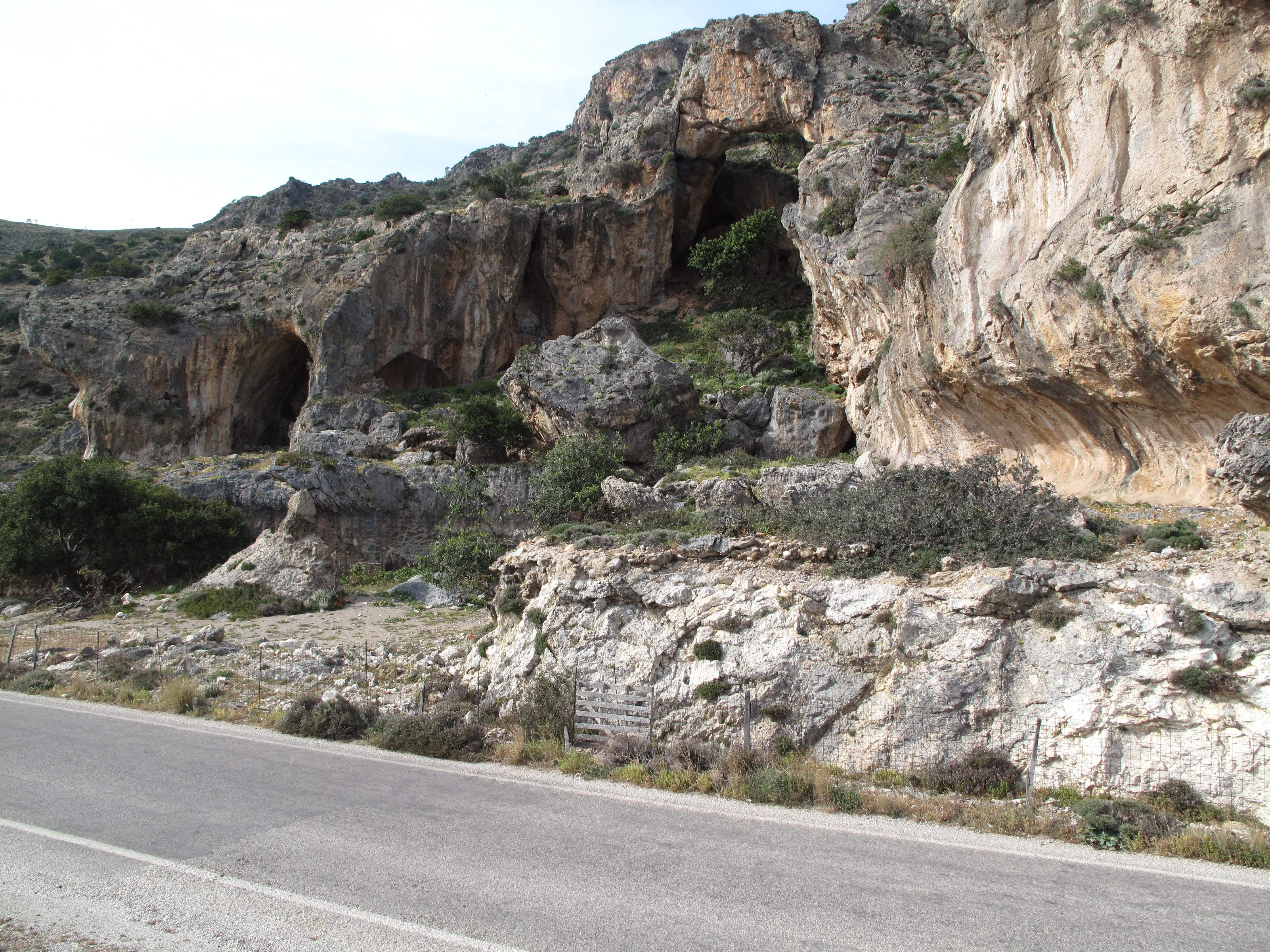
팔레오호라(크레타) 서쪽 2km 지점의 융기된 해변으로, 지진 당시 약 9m 융기된 파식 노치와 해식 동굴을 보여준다.
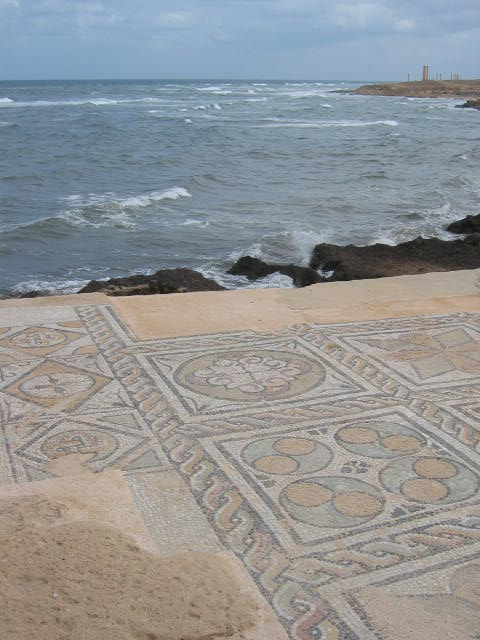
사브라타(리비아)의 목욕탕 근처까지 밀려온 바다
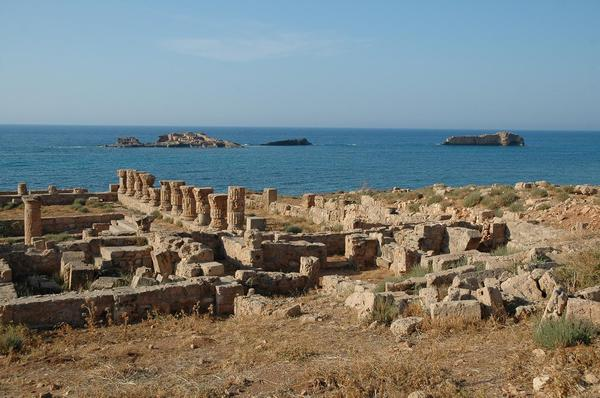
아폴로니아(리비아)의 침수된 항구
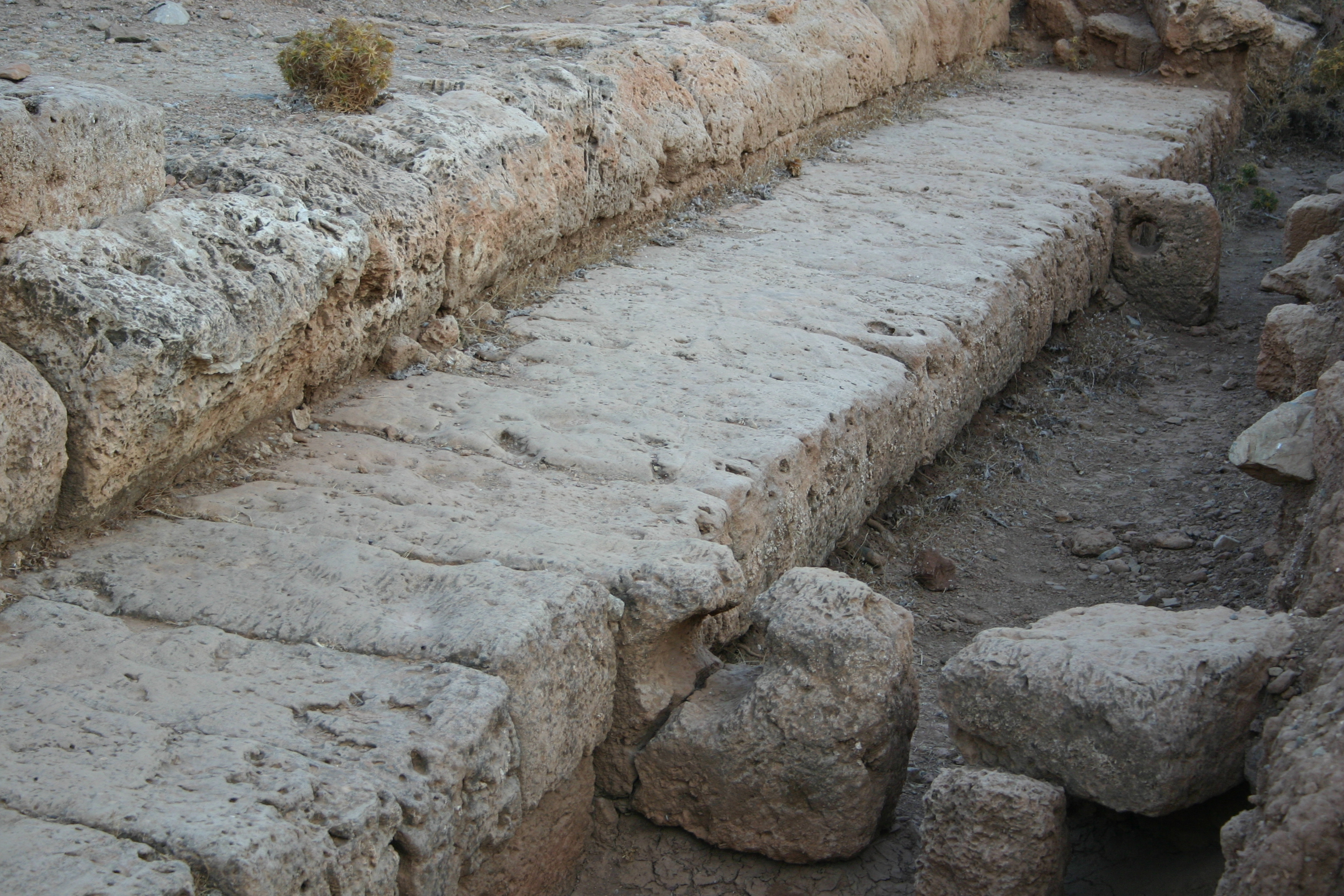
팔라살나(크레타)의 더 이상 침수되지 않은 항구

## 같이 보기
- 기원전 426년 말리아만 지진해일
- 그리스의 지진 목록
- 역사적 지진 목록
- 지진해일 목록

## 참고 문헌
- Kelly, Gavin (2004), “Ammianus and the Great Tsunami” (PDF), 《로마 학 연구 저널》 94: 141–167, doi:10.2307/4135013, hdl:20.500.11820/635a4807-14c9-4044-9caa-8f8e3005cb24, JSTOR 4135013, S2CID 160152988
- Stiros, Stathis C. (2001), “The AD 365 Crete Earthquake and Possible Seismic Clustering During the Fourth to Sixth Centuries AD in the Eastern Mediterranean: A Review of Historical and Archaeological Data”, 《Journal of Structural Geology》 23 (2–3): 545–562, Bibcode:2001JSG....23..545S, doi:10.1016/S0191-8141(00)00118-8

## 추가 읽기
출처 및 섭리주의적 경향에 대한 문학적 논의
- G. J. Baudy, "Die Wiederkehr des Typhon. Katastrophen-Topoi in nachjulianischer Rhetorik und Annalistik: zu literarischen Reflexen des 21 Juli 365 n.C.", JAC 35 (1992), 47–82
- M. Henry, "Le temoignage de Libanius et les phenomenes sismiques de IVe siecle de notre ere. Essai d'interpretation', Phoenix 39 (1985), 36–61
- F. Jacques and B. Bousquet, "Le raz de maree du 21 juillet 365“, 로마 프랑스 스쿨 연보, Antiquité (MEFRA), Vol. 96, No.1 (1984), 423–61
- C. Lepelley, "Le presage du nouveau desastre de Cannes: la signification du raz de maree du 21 juillet 365 dans l'imaginaire d' 암미아누스 마르켈리누스", Kokalos, 36–37 (1990–91) [1994], 359–74
- M. Mazza, "Cataclismi e calamità naturali: la documentazione letteraria", Kokalos 36–37 (1990–91) [1994], 307–30

지질학적 논의
- Bibliography in: E. Guidoboni (with A. Comastri and G. Traina, trans. B. Phillips), Catalogue of Ancient Earthquakes in the Mediterranean Area up to the 10th Century (1994)
- D. Kelletat, "Geologische Belege katastrophaler Erdkrustenbewegungen 365 AD im Raum von Kreta", in E. Olhausen and H. Sonnabend (eds), Naturkatastrophen in der antiken Welt: Stuttgarter Kolloquium zur historischen Geographie des Altertums 6, 1996 (1998), 156–61
- P. Pirazzoli, J. Laborel, S. Stiros, "Earthquake clustering in the Eastern Mediterranean during historical times", Journal of Geophysical Research, Vol. 101 (1996), 6083–6097
- S. Price, T. Higham, L. Nixon, J. Moody, "Relative sea-level changes in Crete: reassessment of radiocarbon dates from Sphakia and West Crete", BSA 97 (2002), 171–200
- G. Waldherr, "Die Geburt der "kosmischen Katastrophe". Das seismische Großereignis am 21. Juli 365 n. Chr.", Orbis Terrarum 3 (1997), 169–201
- Stiros, Stathis C. (2020), “Was Alexandria (Egypt) Destroyed in A.D. 365? A Famous Historical Tsunami Revisited”, 《Seismological Research Letters》 91 (5): 2662–2673, Bibcode:2020SeiRL..91.2662S, doi:10.1785/0220200045, S2CID 225284716
- Robertson, J.; Roberts, G.P.; Ganas, A.; Meschis, M.; Gheorghiu, D.M.; Shanks, R.P. (2023), “Quaternary uplift of palaeoshorelines in southwestern Crete: The combined effect of extensional and compressional faulting”, 《Quaternary Science Reviews》 316: 108240, Bibcode:2023QSRv..31608240R, doi:10.1016/j.quascirev.2023.108240
- Causse, M.; Maufroy, E.; André, L.; Bard, P.-Y. (2023). 《What Was the Level of Ground Motion across Europe during the Great A.D. 365 Crete Earthquake?》. 《Seismological Research Letters》 94. 2397–2410쪽. Bibcode:2023SeiRL..94.2397C. doi:10.1785/0220220385. ISSN 0895-0695. S2CID 260021052.